# 다이토청

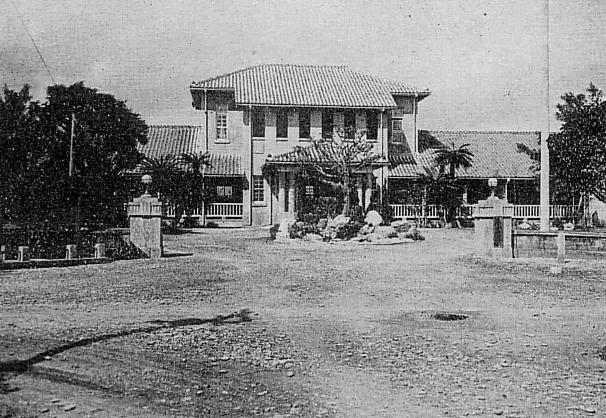
옛 다이토청 청사

다이토청 지도

다이토청(일본어: 臺東庁 / 台東庁, たいとうちょう 다이토초[*])은 일본 제국 치하의 대만 시대(대만일치시기)였던 1897년부터 1945년까지 존재했던 행정 구역 가운데 하나이다. 청사 소재지는 다이토가(현재의 타이둥시)이며 면적은 3,515.25km2(1940년 당시 기준), 인구는 86,852명(1940년 당시 기준), 인구 밀도는 24.7명/km2이다. 현재의 타이둥현에 걸쳐 있었으며 걸쳐 있었으며 3개 군을 관할했다.

## 인구
인구는 1941년(쇼와 16년)에 실시된 인구 조사를 기준으로 한다.
- 전체 인구: 93,138명
  - 일본인: 7,078명
  - 대만인: 85,068명
  - 조선인: 35명
  - 그 외의 민족: 957명

## 행정 구역
행정 구역은 1945년(쇼와 20년) 당시를 기준으로 한다.
- 다이토군 (臺東郡)
  - 다이토가(臺東街), 다마리장(太麻里庄), 다이부장(大武庄), 가쇼토장(火燒島庄), 번지(蕃地)
- 간잔군 (關山郡)
  - 간잔가(關山街), 이케가미장(池上庄), 시카노장(鹿野庄), 번지(番地)
- 신코군 (新港郡)
  - 신코가(新港街), 나가하마장(長浜庄), 도란장(都蘭庄)

## 같이 보기
- 대만일치시기